# Theristus acrolabiatus
Theristus acrolabiatus is een rondwormensoort uit de familie van de Xyalidae. De wetenschappelijke naam van de soort is voor het eerst geldig gepubliceerd door De Coninck & Schuurmans Stekhoven.